# خوسيه جير رويز
خوسيه جير رويز (بالإسبانية: José Jair Ruíz)‏ هو لاعب كرة قدم مكسيكي في مركز الهجوم، ولد في 21 مارس 1995.

## وصلات خارجية
- خوسيه جير رويز على موقع قاعدة بيانات كرة القدم.إي يو (الإنجليزية)
- خوسيه جير رويز على موقع Soccerway.com (الإنجليزية)
- خوسيه جير رويز على موقع AS.com (الإسبانية)